# Алексич, Даниел
Да́ниел Але́ксич (серб. Данијел Алексић / Danijel Aleksić; 30 апреля 1991, Пула, СФРЮ) — сербский футболист, вингер турецкого клуба «Истанбул Башакшехир».

## Биография
Карьеру Алексич начал в 11 лет. Первым его клубом был сербский «Ветерник», за который он играл два года. В 13 лет Даниель перешёл из «Ветерника» в «Войводина», игроками которой были Милош Красич и Йоканович. Несмотря на то, что Алексич играл за сербский клуб и играет за сборную Сербии, он родился в Хорватии в 1991 году, но переехал в Сербию.
Свой первый гол за "Войводину" забил 2 апреля 2008 в ворота клуба "Хайдук Кула". В матче против "Црвены Звезды" забил гол на 90-й минуте, обеспечив неожиданную победу 2:0. В ноябре 2008 игра Алексича привлекла внимание скаутов "Црвены Зезды".  В конце марта 2009 сообщалось об интересе мадридского "Реала".

## Достижения
- Лучший бомбардир чемпионата Европы до 17: 2008
- Второй бомбардир чемпионата Европы до 19: 2009